# نظرآباد (جهرم)
نظرآباد نام روستایی از توابع بخش مرکزی شهرستان جهرم در استان فارس است.